# For the Birds
For the birds is een korte animatiefilm (in kleur) van Pixar Animation Studios. Deze was in bioscopen te zien in het voorprogramma van de film Monsters en co. (Engels: Monsters, Inc.): Pixar laat bij elke grote film die ze maken een soortgelijk filmpje zien. Het staat op de dvd van diezelfde film, alsook op de verzamel-dvd met korte Pixar films; ze is deels te bekijken via de Pixar-website.
Het filmpje gaat over een groepsproces, van een vijftiental kleine vogeltjes, hun interactie onderling en hun reactie op een niet-soortgenoot die contact met de groep probeert te maken. De vogeltjes hebben menselijke ogen, en vertonen ook een tamelijk menselijk gedrag: groepen zijn wreed en onnadenkend. Soms straft het kwaad zichzelf.
De film won een Oscar voor "Beste korte animatiefilm".